# Глушки (Звенигородський район)
Глушки́ — село в Україні, у Селищенській сільській громаді Звенигородського району Черкаської області. Населення становить 196 осіб.

## Населення

### Мова
Розподіл населення за рідною мовою за даними перепису 2001 року:
| Мова       | Кількість | Відсоток |
| ---------- | --------- | -------- |
| українська | 196       | 100%     |